# Talk Dirty to Me (pel·lícula de 1980)
Talk Dirty to Me és una pel·lícula pornogràfica de 1980 escrita i dirigida per Anthony Spinelli i protagonitzada per Jesie St. James, John Leslie, Richard Pacheco, Juliet Anderson i Sharon Kane. Spinelli interpreta el paper de "Herbie". La pel·lícula es considera una de les pel·lícules seminals de l'última part de l'Edat d'Or del Porno.
La pel·lícula va ser seguida per més d'una dotzena de seqüeles als anys 2000, encara que més enllà de les cinc primeres pel·lícules, la rellevància per a la pel·lícula original i el personatge de Leslie desapareix. Una seqüela, Talk Dirty to Me Part III, destaca per incloure un primer paper de Traci Lords.

## Sinopsi
Un home autoproclamat de dames presumeix davant el seu amic una mica dens que pot seduir qualsevol dona que vulgui. Per demostrar-ho, posa la mirada en una bella rossa que han conegut recentment.

## Repartiment
- Jessie St. James - Marlene
- John Leslie - Jack
- Richard Pacheco - Lenny
- Juliet Anderson - Helen
- Sharon Kane - Rose

## Recepció
Talk Dirty to Me va rebre nombrosos premis, inclosos quatre AFAA Awards en les categories de "Millor pel·lícula", "Millor actor" (per a John Leslie), "Millor actor secundari" (per a Richard Pacheco) i "Millor edició" (per a Tim McDonald). i quatre Critics' Adult Film Award (en l'any inaugural del premi), en les categories de "Millor pel·lícula", "Millor pel·lícula". Director", "Millor actor" (per a Leslie) i "Millor actor secundari" (per a Pacheco).
Roger Feelbert de Pornonomy li dona a la pel·lícula una classificació B.

## Spin-off
Talk Dirty to Me va generar una sèrie derivada anomenada  Nothing to Hide. Fou protagonitzada per John Leslie i Richard Pacheco, interpretant els personatges de Jack i Lenny; també fou dirigida per Spinnelli.